# Cirrhicera conspicua
Cirrhicera conspicua là một loài bọ cánh cứng trong họ Cerambycidae.